# 全羅北道 (日本統治時代)
全羅北道（ぜんらほくどう、チョルラプクト）は、日本統治時代の朝鮮の行政区画の一つ。現在の大韓民国の全北特別自治道と忠清南道の錦山郡にあたる。道庁は全州に置かれた。

## 概要
朝鮮西南部、全羅道地方の北部にあたる。北に忠清南道・忠清北道、東に慶尚北道・慶尚南道、南に全羅南道と接する。

## 人口
昭和11年現住戸口調査より
- 総人口　1,540,686人
  - 内訳
    - 内地人　35,844人
    - 朝鮮人　1,502,380人
    - その他　2,462人

## 行政区分
昭和20年（1945年）当時

### 府
- 全州府
- 群山府

### 郡
- 完州郡
  - 草浦面、龍進面、上関面、雨田面、助村面、鳳東面、伊西面、参礼面、所陽面、九耳面、高山面、飛鳳面、雲州面、華山面、東上面
- 鎮安郡
  - 鎮安面、上田面、白雲面、聖寿面、馬霊面、富貴面、龍潭面、朱川面、銅郷面、顔川面、程川面
- 錦山郡
  - 錦山邑、錦城面、済原面、富利面、郡北面、南一面、南二面、珍山面、福寿面、秋富面
- 茂朱郡
  - 茂朱面、茂豊面、雪川面、赤裳面、安城面、富南面
- 長水郡
  - 長水面、山西面、蟠岩面、渓内面、天川面、渓南面、渓北面
- 任実郡
  - 任実面、青雄面、雲岩面、新平面、聖寿面、屯南面、新徳面、三渓面、館村面、江津面、徳時面、只沙面
- 南原郡
  - 南原面、二白面、朱川面、松洞面、周生面、大山面、帯江面、己梅面、徳果面、宝節面、王峙面、金池面、山東面、水旨面、雲峰面、阿英面、山内面、東面
- 淳昌郡
  - 淳昌面、仁渓面、東渓面、豊山面、金果面、八徳面、双置面、福興面、赤城面、柳等面、亀林面
- 井邑郡
  - 井州邑、新泰仁邑、北面、内蔵面、笠巌面、所声面、古阜面、永元面、徳川面、梨坪面、浄雨面、泰仁面、甘谷面、瓮東面、七宝面、山内面、山外面
- 高敞郡
  - 高敞面、古水面、雅山面、茂長面、孔音面、上下面、海里面、星松面、大山面、心元面、興徳面、星内面、新林面、富安面
- 扶安郡
  - 扶安邑、東津面、幸安面、上西面、下西面、山内面、茁浦面、保安面、舟山面、白山面
- 金堤郡
  - 金堤邑、月村面、竹山面、白山面、龍池面、白鴎面、扶梁面、万頃面、孔徳面、青蝦面、聖徳面、進鳳面、金溝面、鳳南面、凰山面、金山面
- 沃溝郡
  - 米面、沃溝面、玉山面、澮県面、臨陂面、瑞穂面、大野面、開井面、聖山面、羅浦面
- 益山郡
  - 裡里邑、五山面、北一面、黄登面、咸羅面、熊浦面、聖堂面、龍安面、咸悦面、朗山面、望城面、皇華面、砺山面、金馬面、王宮面、春浦面、八峰面、三箕面

## 歴代全羅北道知事（道長官を含む）
1919年8月以前は「全羅北道長官」。
| 氏名                          | 在任期間                       | 備考                                                 |
| ----------------------------- | ------------------------------ | ---------------------------------------------------- |
| 李斗璜（イ・ドゥファン）      | 1910年10月1日 - 1916年3月9日   | 全羅北道長官                                         |
| 李軫鎬（イ・ジンホ）          | 1916年3月28日 - 1921年8月5日   | 1919年8月より全羅北道知事                            |
| 亥角仲蔵（いすみ ちゅうぞう） | 1921年8月5日 - 1925年8月11日   |                                                      |
| 青木戒三（あおき かいぞう）   | 1925年8月11日 - 1926年3月8日   |                                                      |
| 渡辺忍（わたなべ しのぶ）     | 1926年3月8日 - 1929年1月21日   |                                                      |
| 林茂樹（はやし しげき）       | 1929年1月21日 - 1929年12月11日 |                                                      |
| 金瑞圭（キム・ソギュ）        | 1929年12月11日 - 1931年9月23日 |                                                      |
| 洪承均（ホン・スンギュン）    | 1931年9月23日 - 1932年9月27日  |                                                      |
| 高元勲（コ・ウォンフン）      | 1932年9月27日 - 1936年5月21日  |                                                      |
| 金時権（キム・シグォン）      | 1936年5月21日 - 1937年4月1日   |                                                      |
| 孫永穆（ソン・ヨンモク）      | 1937年4月1日 - 1940年9月2日    |                                                      |
| 李家源甫（りのいえ げんぽ）   | 1940年9月2日 - 1942年1月24日   | 李源甫（イ・ウォンボ）で改名                         |
| 金村泰男（かねむら やすお）   | 1942年1月24日 - 1943年8月18日  | 金秉泰（キム・ビョンテ）で改名                       |
| 金大羽（キム・デウ）          | 1943年8月18日 - 1945年6月16日  |                                                      |
| 草本然基（くさもと ぜんき）   | 1945年6月16日 -                | 鄭然基（チョン・ヨンギ）で改名、日本統治下最後の知事 |

## 法院（裁判所）
昭和16年（1941年）当時
- 全州地方法院
- 全州地方法院南原支庁
- 全州地方法院井邑支庁
- 全州地方法院郡山支庁

## 刑務所
昭和16年（1941年）当時
- 全州刑務所

## 警察
昭和2年（1927年）当時
- 全羅北道警察部
  - 全州警察署
  - 郡山警察署
  - 鎮安警察署
  - 錦山警察署
  - 茂朱警察署
  - 長水警察署
  - 任実警察署
  - 南原警察署
  - 淳昌警察署
  - 井邑警察署
  - 高敞警察署
  - 茁浦警察署
  - 金堤警察署
  - 裡里警察署

### 憲兵警察制度下における憲兵部隊
大正4年（1915年）当時
- 全州憲兵隊
  - 裡里憲兵分隊
  - 井邑憲兵分隊
  - 南原憲兵分隊
  - 錦山憲兵分隊

## 税務
昭和16年（1941年）当時

### 税務署
- 群山税務署
- 全州税務署

## 専売局
昭和16年（1941年）当時
- 全州地方専売局

## 気象
昭和17年（1942年）当時
- 全州測候所

## 鉄道
昭和20年（1945年）の路線

### 総督府鉄道
- 湖南線
- 全羅線
- 群山線

## 道路
昭和2年（1927年）当時

### 一等道路
- 京城木浦線
- 全州群山線

### 二等道路
- 群山瑞山線
- 全州晋州線
- 永同全州線
- 全州苗浦線
- 全州麗水線

## 港湾
昭和6年（1931年）当時

### 開港
- 群山港

### 地方港
- 茁浦港

## 鉱山
- 長水鉱山

## 神社
- 全州神社
- 群山神社
- 裡里神社
- 金堤神社
- 共邑神社
- 南原神社
- 瑞穂神社
- 大場神社
- 泰仁神社
- 助村神社
- 新泰仁神社

## 企業
道内に本社を有する資本金50万円以上の企業である（昭和15年・1940年当時）

### 農林水産業
- 石川県農業
- 中柴産業
- 大橋農場
- 嶋谷農場
- 嶋谷産業
- 橋本農場
- 森菊農場
- 熊本農場

### 鉱業
- 東宇興業

### 製造業
- 群山造船鉄工

### 電気業
- 南朝鮮水力電気

### 運輸業
- 全北トラック
- 群山汽船

### 卸売小売業
- 全羅産業
- 朝鮮紙業

### 金融業
- 朝鮮産興
- 全北無尽

## マスメディア

### ラジオ放送局
昭和20年（1945年）8月当時
- 朝鮮放送協会裡里放送局（呼出符号：JBFK）

### 日本語新聞
昭和16年（1941年）当時
- 全北日報
- 群山日報
- 東光日報

## 出身有名人
この時代に生まれ育つか、または活躍した者を掲載
- 枡富安左衛門（教育者）
- 趙南哲（棋士）
- 崔永宜（空手家）